# 梧桐杨
梧桐杨（学名：Populus pseudomaximowiczii）是杨柳科杨属的植物，为中国的特有植物。分布于中国大陆的河北、陕西等地，生长于海拔1,000米至1,600米的地区，多生长在山林中，目前尚未由人工引种栽培。

## 异名
- Populus pseudomaximowiczii C. Wang et S. L. Tung f. glabrata C. Wang et S. L. Tung